# Istvaeonen
Als Istvaeonen (auch Istväonen, Istwäonen, Istwaier, Istrionen, Istaevonen, lateinisch Istvaenoes, Istaevones) wird nach ihrem eponymen Stammvater Istævo eine Gruppe germanischer Stämme bezeichnet.
Tacitus überlieferte in seiner Germania die Sage vom germanischen Gott Tuisto. Dessen Sohn sei Mannus, Ursprung und Gründer des Geschlechtes der Germanen. Dem Mannus werden drei Söhne zugeschrieben, nach deren Namen die dem Meer am nächsten gelegenen Ingaevonen, die mittleren (d. h. im Landesinnern lebenden) Herminonen und die am Rhein lebenden Istaevonen genannt wurden. Darüber hinaus ist der Begriff noch bei Plinius überliefert.
Von den drei überlieferten Mannus-Stämmen sind die Istaevonen am schwierigsten geografisch und historisch einzuordnen.
Der Begründer der Keltologie Johann Kaspar Zeuß führte den Namen der Istaevonen auf das gotisch/vandalische Geschlecht der Azdingi zurück, welches Jakob Grimm mit Hazdiggo (Haddingr) verknüpft meint.